# هشتراك
هشتراك هي قرية في مقاطعة سلماس، إيران. يقدر عدد سكانها بـ 488 نسمة بحسب إحصاء 2016.